# Mano Dayak
Mano Dayak ( 1949 o 1950 - 15 de diciembre de 1995 fue una personalidad tuareg de Níger, uno de los líderes de la rebelión de la década de 1990 . 

## Biografía
Nació en el valle de Tidene, al norte de Agadez y pertenecía a la tribu de los Iforas de las Montañas de Air. A los 10 años, siguió los cursos de la escuela nómada francesa de Azzel y continuó su educación en la universidad de Agadez antes de irse a trabajar a Niamey . 
A los 20 años, se fue a los Estados Unidos donde continuó sus estudios entre Nueva York e Indianápolis, mientras trabajaba. En 1973, se trasladó a París y se matriculó en la sección de la Escuela Práctica de Estudios Tecnológicos Avanzados en Antropología Cultural y Social del Mundo Bereber . Se casó con Odile allí, y luego tuvieron dos hijos.   : Mawli (o Maoli) y Madani. 
De vuelta en Níger, se convirtió en guía en el desierto, empleado de una agencia de viajes francesa. Luego fundó su propia agencia de turismo, Temet Voyages, que se convirtió en la más grande de Agadez. También participó en la organización del rally París-Dakar, acercándose a Thierry Sabine y apoyando la organización de películas como Un thé au Sahara de Bernardo Bertolucci . 
Como jefe del Frente de Liberación Temoust (FLT), separado del Frente de Liberación de l'Aïr y del Azawak (FLAA) y luego líder de la Coordinación de la Resistencia Armada (CRA), es uno de los principales líderes de la rebelión tuareg de la década de 1990, junto a Attaher Abdoulmomin,  jefe del Frente de Liberación del Norte de Níger, Rhissa Ag Boula y Mohamed Anako de la Unión de Fuerzas Armadas de la Resistencia (UFRA). 
El 15 de diciembre de 1995  tenía que reunirse para negociar con el presidente nigerino Mahamane Ousmane y embarcarse en un avión alquilado por un representante del gobierno francés en compañía de un periodista francés, Hubert Lassier, y otros dos líderes de la rebelión tuareg, incluido Hamed. Ahmed ag Khalou y Yahaha Willi Wil. Pero según testigos presenciales, justo después del despegue, el avión se incendió, explotó y luego se estrelló. Todos sus pasajeros murieron.

## Tributos
Este trágico accidente ayudó a forjar su leyenda, y hoy se le conoce como el que le recordó al mundo la existencia y el sufrimiento del pueblo tuareg. Su carisma le valió la amistad y la admiración de muchas personalidades como Bernardo Bertolucci y Jean-Marc Durou. 
En 1996, un artesano tuareg llamado Assaghid creó en su honor una joya en el modelo de las cruces de las tribus de Níger, una joya que sigue siendo el símbolo de la rebelión. 
El aeropuerto de Agadez ahora se llama Aeropuerto Internacional Mano Dayak . 
Tinariwen le rinde homenaje en una canción que lleva su nombre en el álbum " Aman Iman" . 

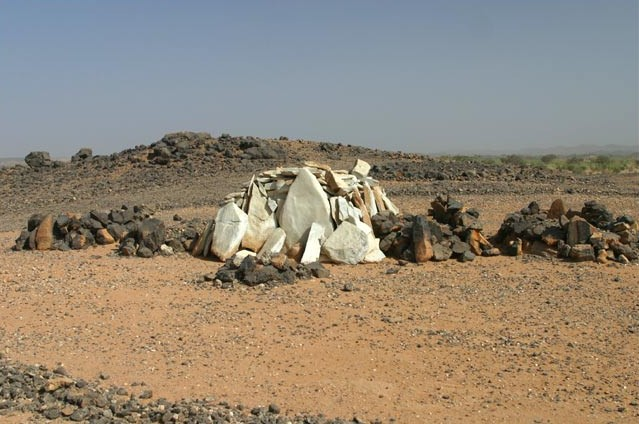
Tumba de Mano Dayak cerca de Tidene, al sur de las montañas de Air
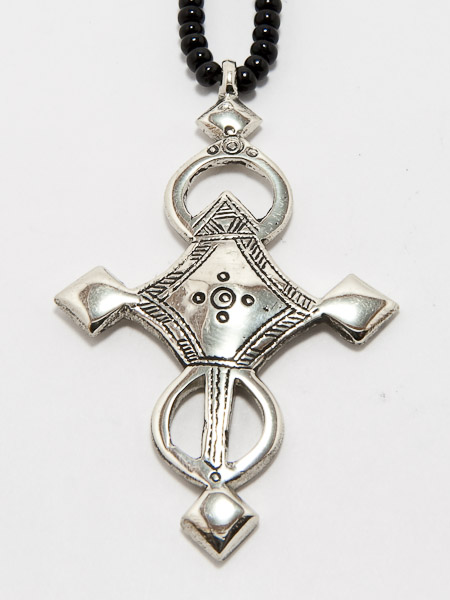
Cruz tuareg Mano Dayak